# Bildlinguistik
Der Begriff Bildlinguistik (auch Bild-Linguistik oder linguistische Bildanalyse) wurde von Diekmannshenke/Klemm/Stöckl (2011: 9) geprägt sowie von Große (2011) aufgegriffen. Die Bildlinguistik stellt ein sich in den letzten Jahren formierendes Teilgebiet der Sprachwissenschaft dar, das sich mit dem Zusammenwirken von Sprache und Bild in konkreten Kommunikationszusammenhängen beschäftigt. Sie bildet eine Schnittstelle zwischen den sprachwissenschaftlichen Teildisziplinen der Text-, Medien-, Kognitions- und Diskurslinguistik.

## Ausgangslage
Nie zuvor waren Bilder so präsent wie heute. Sprache-Bild-Verknüpfungen sind zu den wichtigsten Botschaftsträgern geworden, mit denen Menschen sich heute massenmedial verständigen. Beschleunigt durch die technologische Revolution der Digitalisierung bestimmen Bilder im so genannten "Optischen Zeitalter" nahezu alle Lebens- und Wissensbereiche unserer Gesellschaft und mehr denn je gilt: "Bilder sind schnelle Schüsse ins Gehirn!" Ja, aber sind sie auch etwas darüber hinaus? Was leisten Bilder im Zeitalter der visuellen Kommunikation außer einer verkürzten, schnelleren Wahrnehmung? Gibt es eine Typologie zur Bildsegmentierung und -beschreibung, die uns verstehen lässt, warum manche Bilder oder visuelle Gestaltungen von Schrift und Bild mehr Aufmerksamkeit erregen als andere? Wie lassen sich Texte, die unter, über, neben oder in Bildern stehen, die zu ihnen gehören, auf diese verweisen, mitunter nur in der gegenseitigen Wechselwirkung kohärent sind und selbst als ästhetische Gestalt wahrgenommen werden, analysieren und beschreiben ohne eine wie auch immer geartete Bildanalyse?
Gerade in einer stark von Bildern geprägten Mediengesellschaft ist die Fähigkeit zum "Bilderlesen" zu einer kulturellen Schlüsselkompetenz geworden. Denn kein Bild erklärt und versteht sich von selbst. Ihre Rezeption erfordert beträchtliches kulturelles Wissen z. B. über Verkehrsschilder und Ampeln und die Signalwerte ihrer Farben. Das Spektrum von Bildmedien und ihren Visualisierungsformen ist vielfältig. Die methodischen Zugänge zu ihrer Beschreibung dagegen bisher eher nicht. Philologen stellen sie vor ganz neue Herausforderungen.

## Terminologie
Um Sprache-Bild-Komplexe linguistisch beschreiben zu können, reicht es mitunter nicht aus, die sprachwissenschaftlichen Methoden der Untersuchung, die von der Struktur verbaler Kommunikationsformen geprägt wurden, auf Bilder zu übertragen. Aus linguistischer Sicht stellen Bilder und Sprache-Bild-Komplexe eine qualitative Erweiterung des kommunikativen Handlungsspielraums dar. Unser Verständnis der sprachlichen Handlungen ist dabei auf unser Verständnis der bildlichen Handlungen angewiesen und umgekehrt. Eine Sprachtheorie, die dieser Modifikation des sprachlichen Handlungsspielraums durch Bilder gerecht werden will, muss daher ein integratives Analysemodell für die Untersuchung von sprachlichen und bildlichen Handlungen entwickeln. Es muss dabei berücksichtigen, dass Sprache und Bild in ihrer Interaktion sich als komplementäre Kodierungsformen erweisen, die sich wechselseitig ergänzen und dabei zu neuen Bedeutungsinhalten steigern.
Eine einheitliche Terminologie zur linguistischen Bildbeschreibung gibt es bislang nicht. Es finden sich vielmehr eine Vielzahl von alternativen Begriffen für visuelle Gliederungsebenen und -einheiten (vgl. hierzu Große 2011: 53). Einen Vorschlag für eine zusammenfassende Typologie, die visuelle Zeichensysteme hinsichtlich ihrer Ausdrucks- und Inhaltsebene unterscheiden, findet sich bei Große (2011: 55).

## Methodik
Ausgehend von der grundlegenden Frage, ob und wie Bilder „sprechen“ und in welcher Relation sie zu Texten stehen, stellt der bildlinguistische Ansatz nach Große (2011) einen linguistischen Beschreibungsapparat für Bilder im Kontext von Sprache und ein darauf aufbauendes Analysemodell bereit, das visuelle Zeichensysteme in mehrere Beschreibungsebenen unterteilt und auf verschiedene (grammatisch-strukturelle, thematisch-strukturelle, semantische, pragmatische, kommunikativ-funktionale) Aspekte hin untersucht.
Weil visuellen Zeichen – ebenso wie sprachlichen Ausdrücken – ihre kommunikativen Funktionen nicht naturgemäß innewohnen, sondern in Abhängigkeit von konkreten Zwecken in ganz unterschiedlicher Weise und mit teils völlig voneinander abweichenden Strukturen konstituiert werden können, müssen sie als Resultat eines Vorganges aufgefasst werden, an dem Produzent und Rezipient gleichermaßen beteiligt sind. Die Ansätze zur linguistischen Bildanalyse werden daher immer mit Bezug auf konkrete Analysebeispiele und Kommunikationssituationen vorgestellt. In exemplarischen Beispielanalysen zu jeder Ebene der visuellen Struktur- und Funktionsbeschreibungen werden auf diese Weise methodologische Ansätze einer linguistischen Bildanalyse zusammengefasst und die ihr zugrundeliegenden strukturellen, semantischen, pragmatischen und kommunikativ-funktionalen Analysekategorien und Untersuchungskriterien erläutert. Angesichts der faktisch unendlichen Menge potentieller und realer Sprache-Bild-Kommunikationen wollen und können solche methodologische Ansätze jedoch keinerlei Anspruch auf Vollständigkeit und/oder Allgemeingültigkeit erheben. Denn solche Klassifikationen eignen sich immer nur für bestimmte Zwecke und sie haben immer nur unter bestimmten kommunikativen Voraussetzungen Relevanz.

## Untersuchungsgegenstand
Untersuchungsgegenstände der linguistischen Bildanalyse sind i. d. R. Bilder im Kontext von Sprache im konkreten Gebrauch. D.h. es werden visuelle Zeichensysteme und Sprache-Bild-Komplexe mit einer oder mehreren konkreten kommunikativen Funktion/en zugrunde gelegt. Im Allgemeinen handelt es sich dabei um statisch fixierte, schrift-sprachliche und bildliche Kommunikationsformen, wie z. B. Werbeanzeigen, Schaubilder, Fotografien, Grafiken, Piktogramme, Icons, Symbole etc. In Abhängigkeit von dem jeweiligen Medium, das als Botschaftsträger fungiert, können sich weitere Abstufungen hinsichtlich der Dynamisierung der Zeichensysteme von statisch (in Printmedien) bis zu interaktiv (in Hypertexten) ergeben.

## Fragestellungen
Zentrale Untersuchungsfragen der linguistischen Bildanalyse sind insbesondere die wechselseitigen Beziehungen, die bildliche und sprachliche Zeichensysteme in ihrer gemeinsamen Interaktion eingehen. Dabei stehen weniger Fragen nach den Gemeinsamkeiten und Unterschieden der jeweiligen Zeichensysteme Sprache und Bild im Vordergrund, als vielmehr ihr Zusammenwirken zu neuen, qualitativ modifizierten Kommunikationsformen.
In der linguistischen Bildanalyse nach Große (2011: 250) werden dabei textexterne und textinterne Faktoren von Sprache-Bild-Komplexen unterschieden. Textexterne Faktoren beschreiben einen Sprache-Bild-Komplex als Ganzes mit Bezugnahme auf den medialen Rahmen, die Kommunikationsform und den Handlungsbereich sowie die Relation zwischen Produzent und Rezipient. Textinterne Faktoren bestimmen Sprache-Bild-Komplexe hinsichtlich ihrer kommunikativen Funktionen näher und leiten daran anknüpfend weitere, sie konstituierende Gliederungseinheiten und (grammatische und thematische) Strukturen ab. Diese können mit Bezug auf die textexternen Faktoren weiter spezifiziert, analysiert und bewertet werden.

## Forschungsstand
Da es sich um eine junge wissenschaftliche Teildisziplin handelt, finden sich bisher erst wenige Publikationen zum genuinen Thema Bildlinguistik. Dazu zählen die Monographie von Große (2011) und der Sammelband von Diekmannshenke/Klemm/Stöckl (2011). Die Brisanz und Aktualität des Themas als interdisziplinäre Bezugswissenschaft für Text-, Medien-, Kognitions- und Diskurslinguistik spiegelt sich allerdings in zahlreichen Publikationen wider, die den sich im gegenwärtigen Medienwandel vollziehenden Paradigmenwechsel unter dem Schlagwort "iconic turn" in zumeist deskriptiver Weise aufgreifen. In älteren semiotischen und linguistischen Publikationen werden bereits wichtige Ansätze in Auseinandersetzung mit den Traditionen der Sprach- und Bildtheorie aufgestellt. Neuere Arbeiten greifen solche Ansätze auf und setzen dabei neue inhaltliche Schwerpunkte, wie z. B. in Fragen zur Text- und Stilforschung, in Fragen zur Bildtheorie, oder in Fragen zur Medienkommunikation.